# Chris Fearne
Christopher „Chris” Fearne (ur. 12 marca 1963 w Attard) – maltański polityk i lekarz, poseł do Izby Reprezentantów, w latach 2016–2024 minister, od 2017 do 2024 również wicepremier, wicelider Partii Pracy.

## Życiorys
W 1987 ukończył studia medyczne na Uniwersytecie Maltańskim. Pracował zawodowo jako chirurg, był kierownikiem kliniki w szpitalu Mater Dei Hospital Został też nauczycielem akademickim na macierzystej uczelni. Pełnił różne funkcje w organizacjach pozarządowych, był m.in. sekretarzem generalnym federacji skupiającej maltańskie organizacje młodzieżowe. Zainicjował powołanie instytucji szkoleniowej Malta Institute for Medical Education.
Zaangażował się w działalność polityczną w ramach Partii Pracy. W 2013 po raz pierwszy został wybrany na deputowanego do Izby Reprezentantów. Z powodzeniem ubiegał się o reelekcję w wyborach w 2017 i 2022.
Od kwietnia 2014 pełnił funkcję parlamentarnego sekretarza do spraw zdrowia. W kwietniu 2016 został powołany na ministra zdrowia w gabinecie Josepha Muscata, pozostając na tej funkcji również w jego kolejnym rządzie z czerwca 2017. W lipcu 2017 został nowym zastępcą lidera Partii Pracy. W tym samym miesiącu objął dodatkowo urząd wicepremiera. W styczniu 2020 ubiegał się bez powodzenia o przywództwo w Partii Pracy, przegrywając z Robertem Abelą. W tymże miesiącu pozostał na dotychczasowych funkcjach rządowych w gabinecie nowego lidera swojego ugrupowania. Utrzymał je również w powołanym w marcu 2022 drugim rządzie Roberta Abeli. W trakcie rekonstrukcji gabinetu w styczniu 2024 przeszedł na funkcję ministra do spraw funduszy unijnych, dialogu społecznego i ochrony konsumentów, pozostając przy tym wicepremierem.
W maju 2024 odszedł ze stanowisk rządowych po tym, jak został objęty postępowaniem karnym w sprawie nieprawidłowości przy prywatyzacji państwowych szpitali.